# Les Iffs
Les Iffs is een gemeente in het Franse departement Ille-et-Vilaine (regio Bretagne) en telt 232 inwoners (1999). De plaats maakt deel uit van het arrondissement Rennes.

## Geografie
De oppervlakte van Les Iffs bedraagt 4,5 km², de bevolkingsdichtheid is 51,6 inwoners per km².
De onderstaande kaart toont de ligging van Les Iffs met de belangrijkste infrastructuur en aangrenzende gemeenten.

## Demografie
Onderstaande figuur toont het verloop van het inwonertal (bron: INSEE-tellingen).

1. ↑  Populations de référence 2022.